# 天盪山
天盪山是位於陝西省漢中市勉縣的一座山峰，又稱北山，與南部的定軍山隔漢水相對。它西連巴蜀，北延陳倉，是漢中盆地西部的重要戰略據點。建安二十二年（公元217年），曹操擊敗張魯，駐重兵於天盪山，意欲同蜀漢對峙。建安二十四年（公元219年），在漢中戰役中，黃忠擊敗了漢中守將張郃，奪得了天盪山。在隨後的定軍山之戰中，黃忠從此山出擊，刀劈夏侯淵和趙顒，取得了巨大的勝利。劉備集團從此領有漢水兩岸，並在當年取得了漢中全境。